# Polynema mymaripennis
Polynema mymaripennis är en stekelart som beskrevs av Dozier 1933. Polynema mymaripennis ingår i släktet Polynema och familjen dvärgsteklar. Inga underarter finns listade i Catalogue of Life.